# Kościół św. Stanisława Biskupa w Łańcucie
Kościół Świętego Stanisława Biskupa – rzymskokatolicki kościół parafialny należący do dekanatu Łańcut I archidiecezji przemyskiej.
Świątynia murowana pod wezwaniem świętej Barbary została wzniesiona w 1488 roku, następnie została zamieniona na zbór protestancki w 1569 roku. Spalona i odbudowana została w 1624 roku. Katolicy odzyskali ją w 1628 roku. Kościół został odbudowany w 1635 roku i otrzymał obecne wezwanie. Obecny kształt kościoła jest efektem gruntownej przebudowy przeprowadzonej w latach 1896-1900 z wykorzystaniem dawnych murów. W świątyni umieszczony jest koronowany cudami słynący obraz Matki Boskiej Szkaplerznej, chrzcielnica w stylu barokowym, wykonana z czarnego marmuru w II połowie XVII wieku.

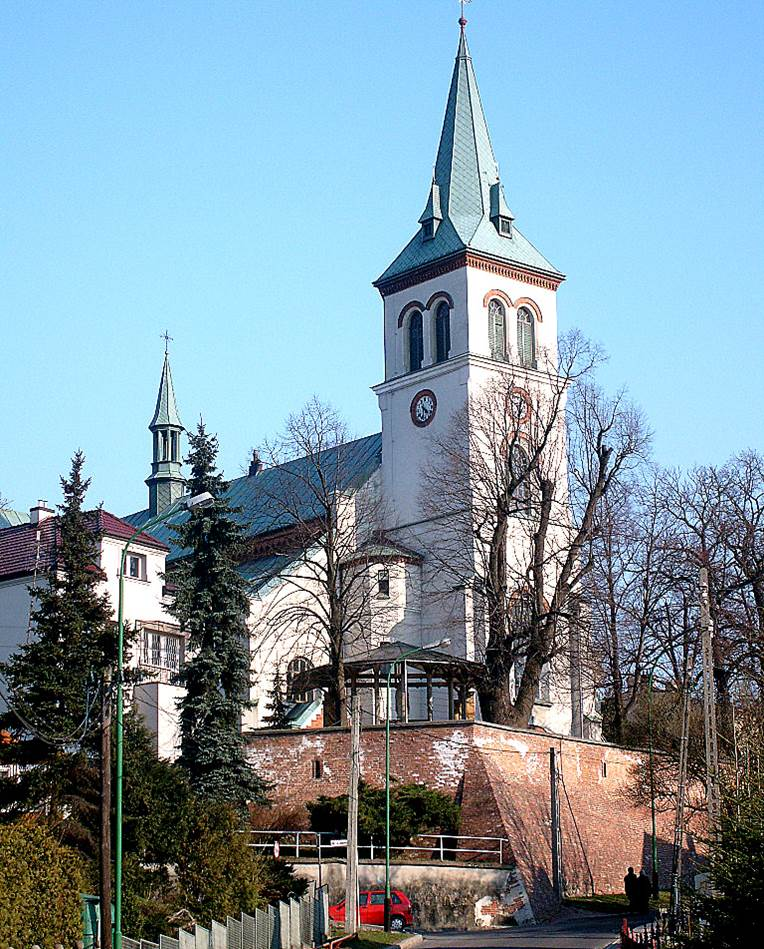
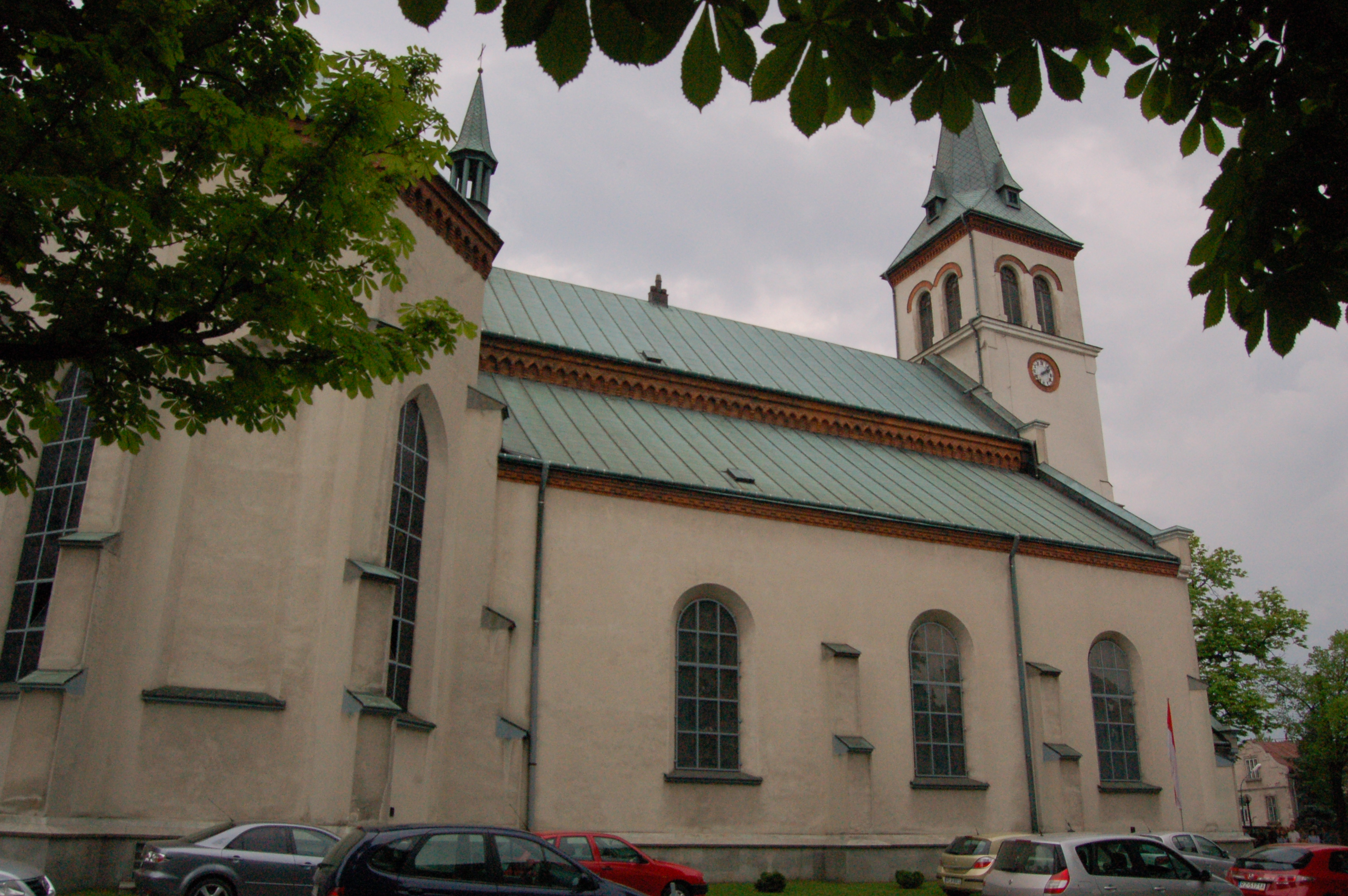
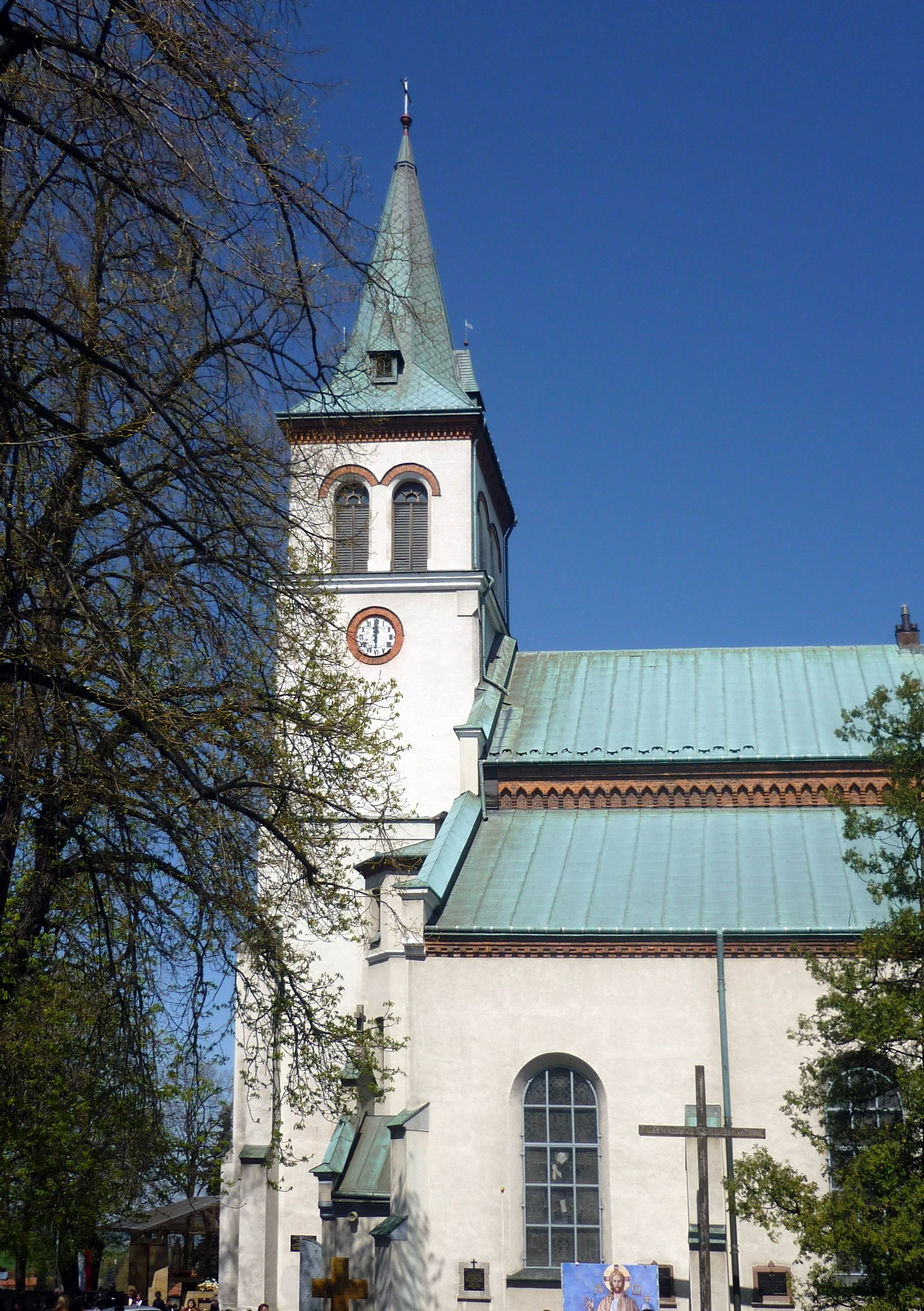
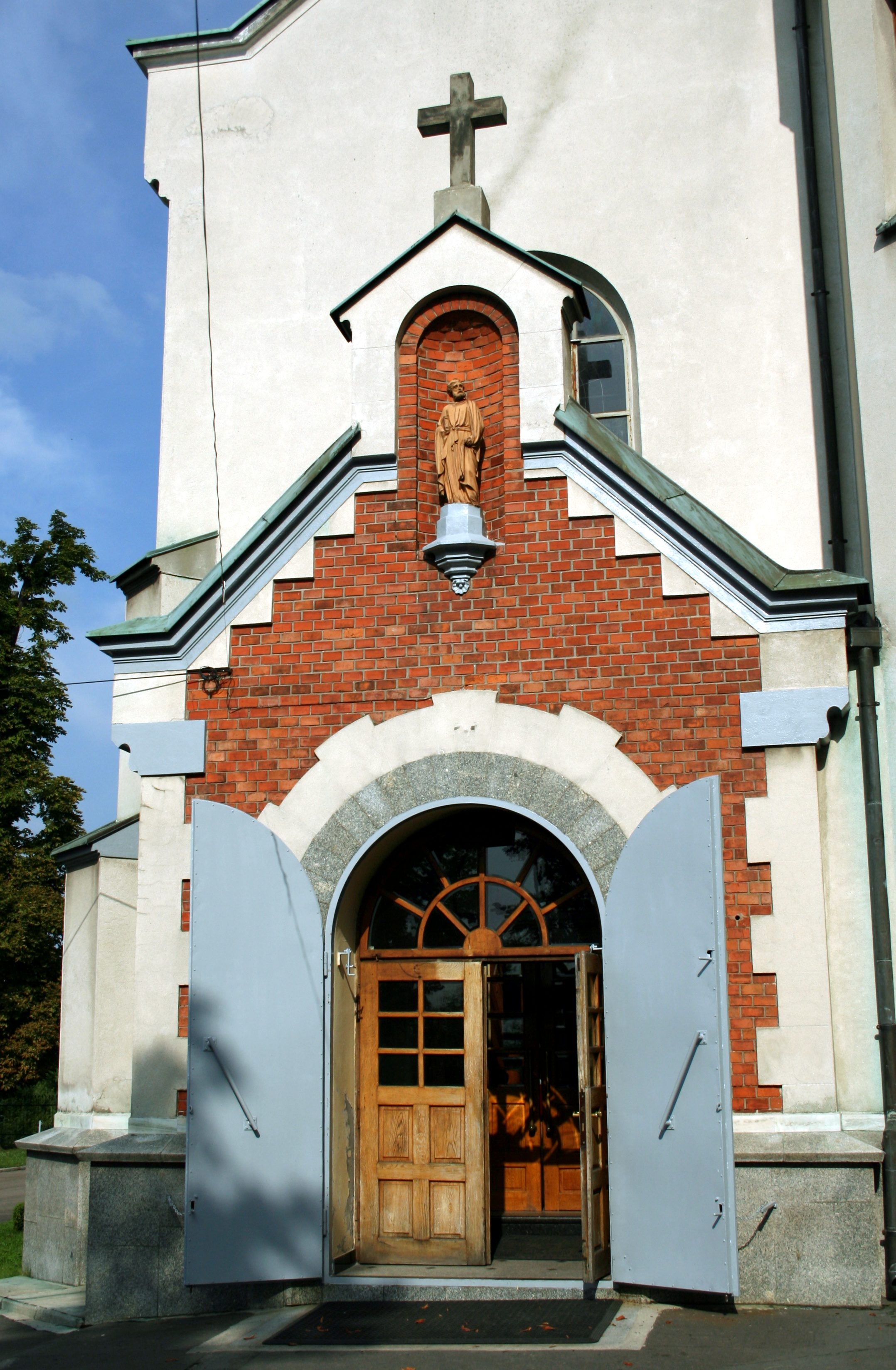
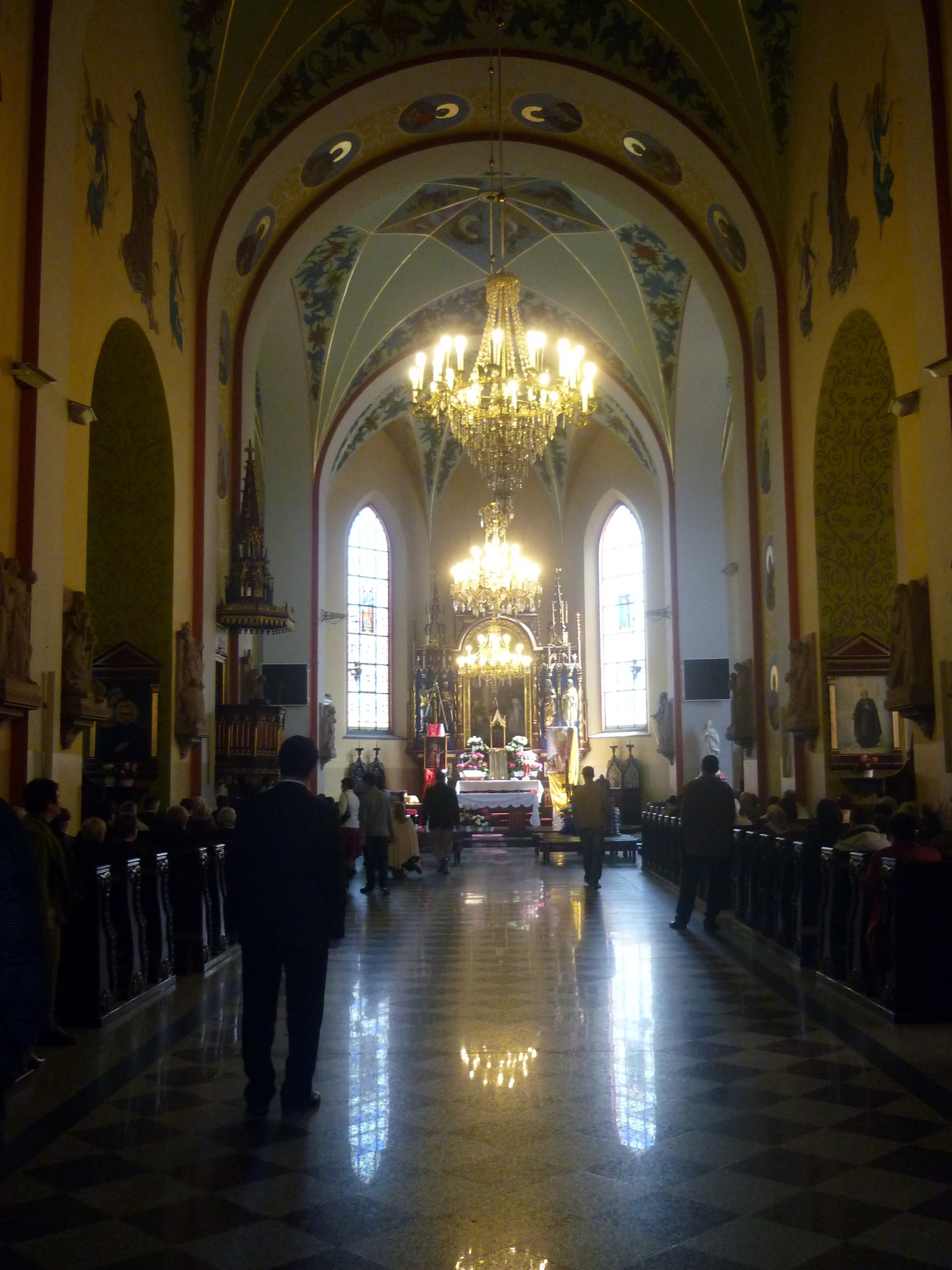
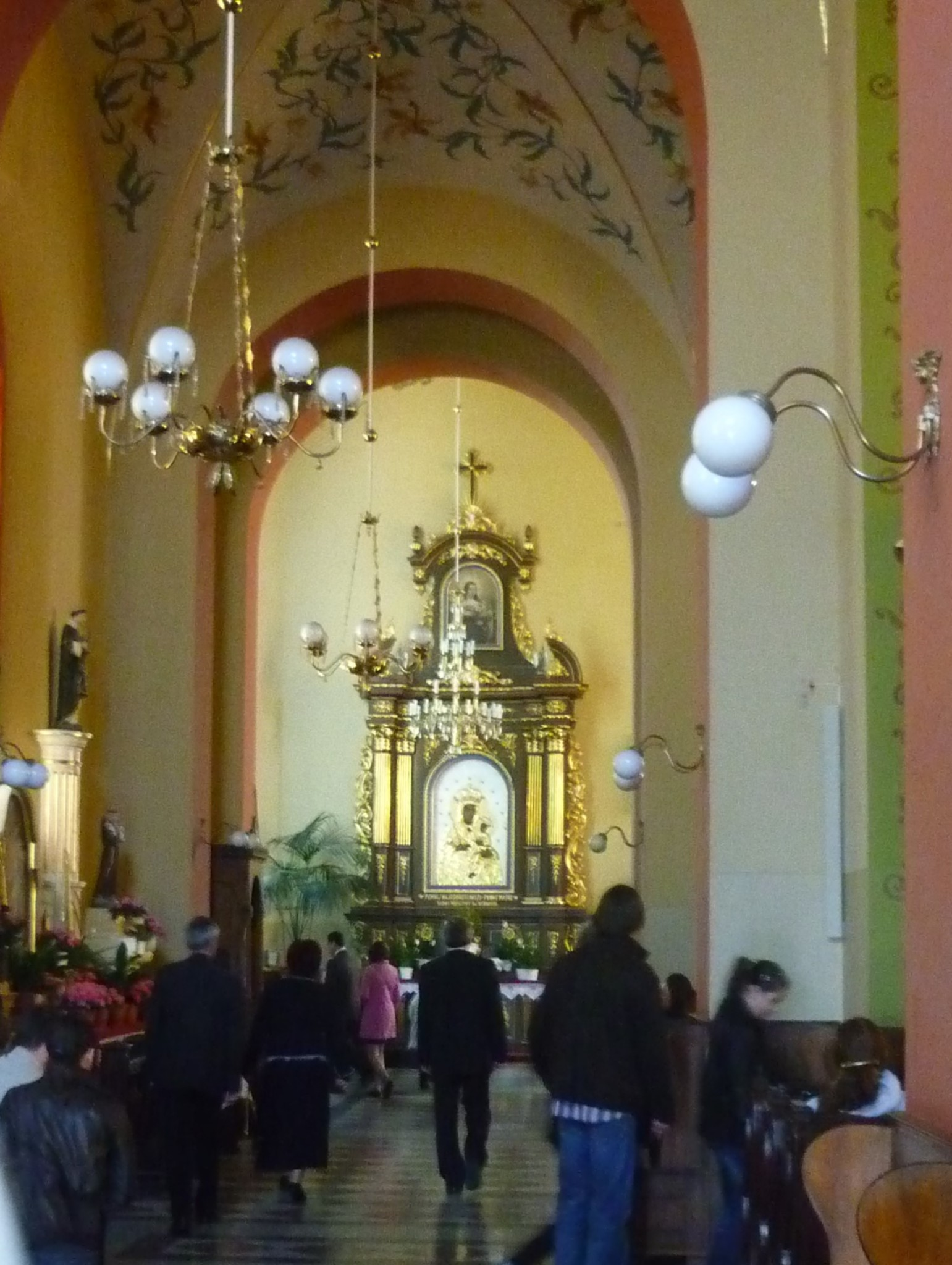
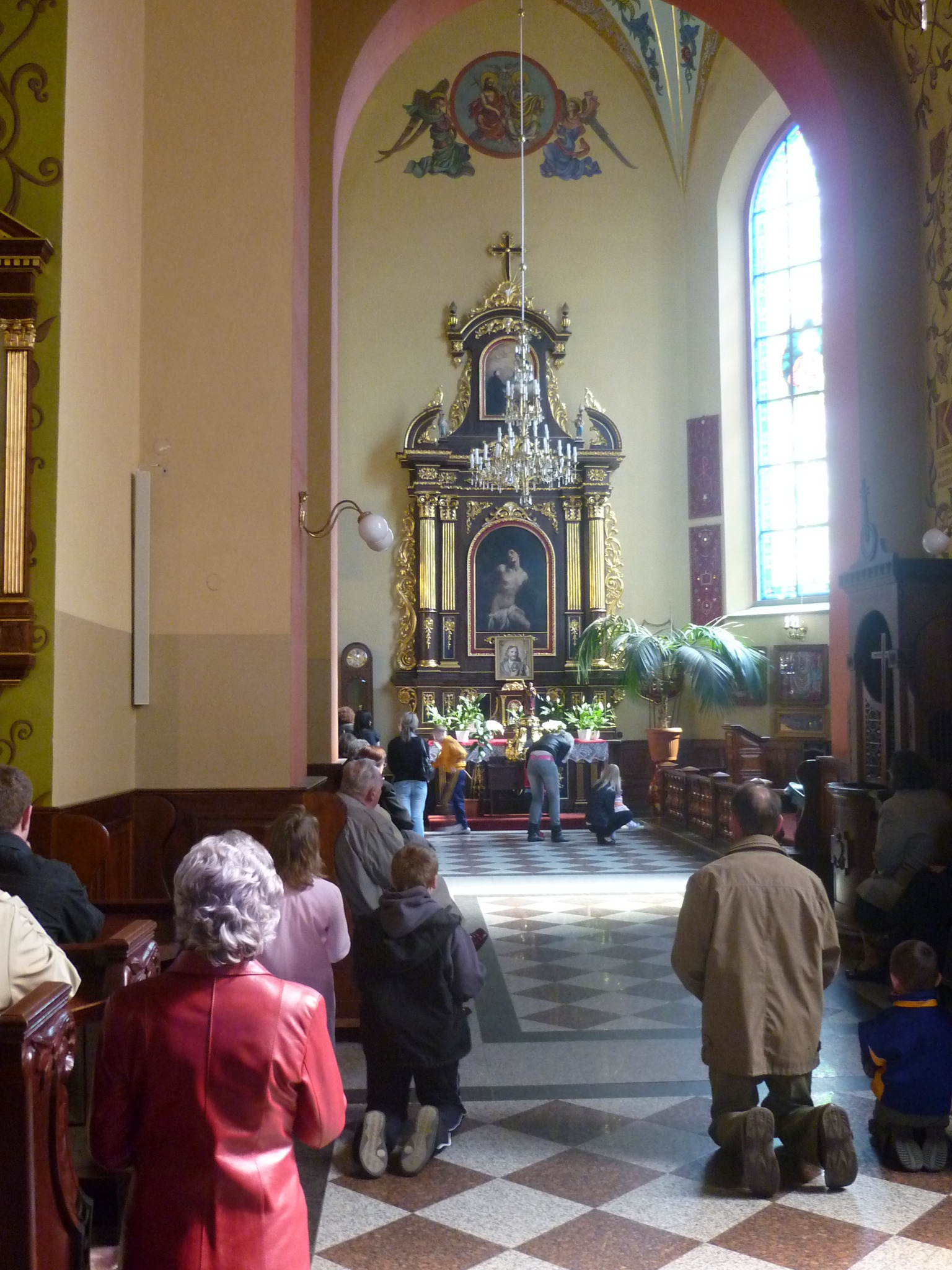
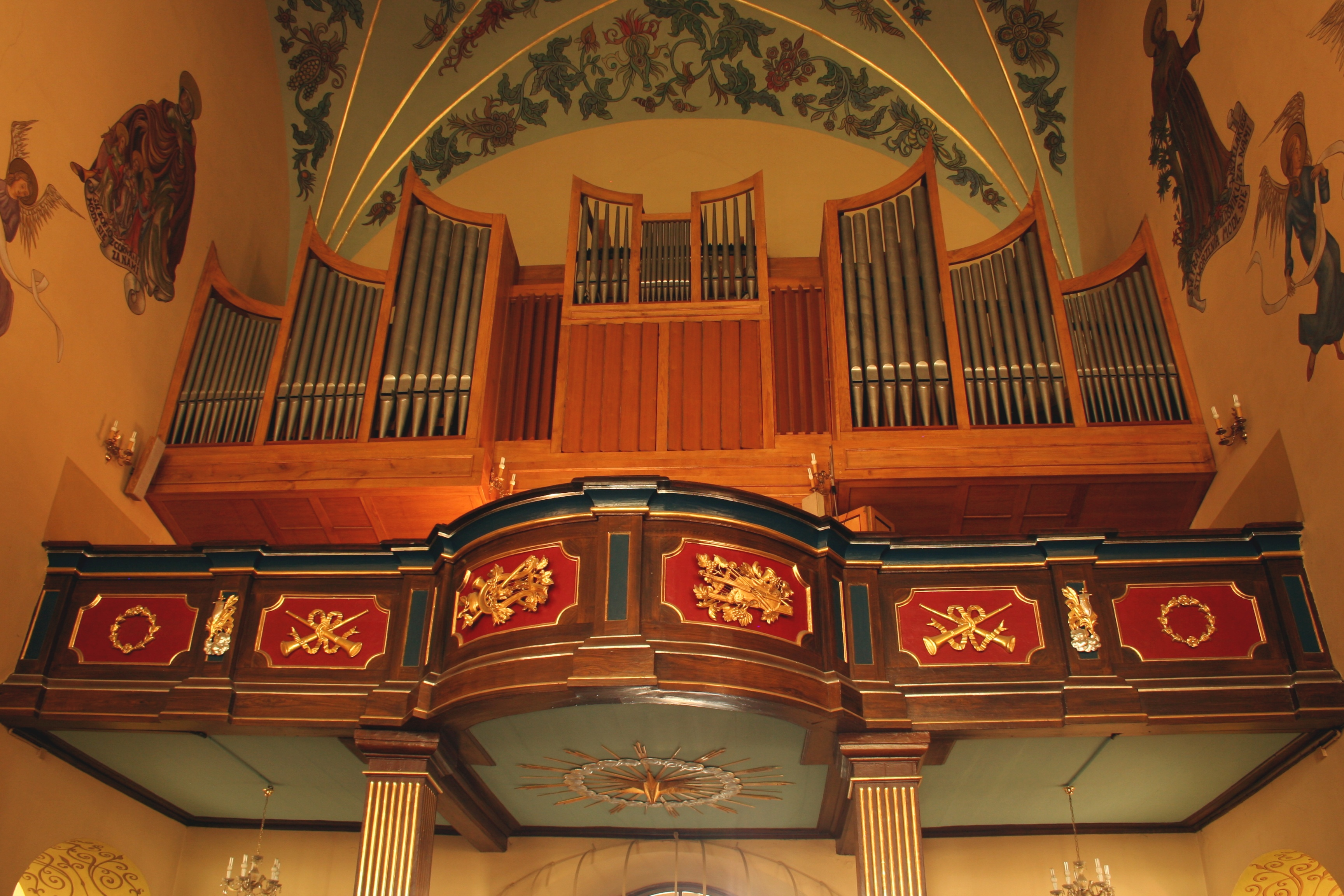
Organy
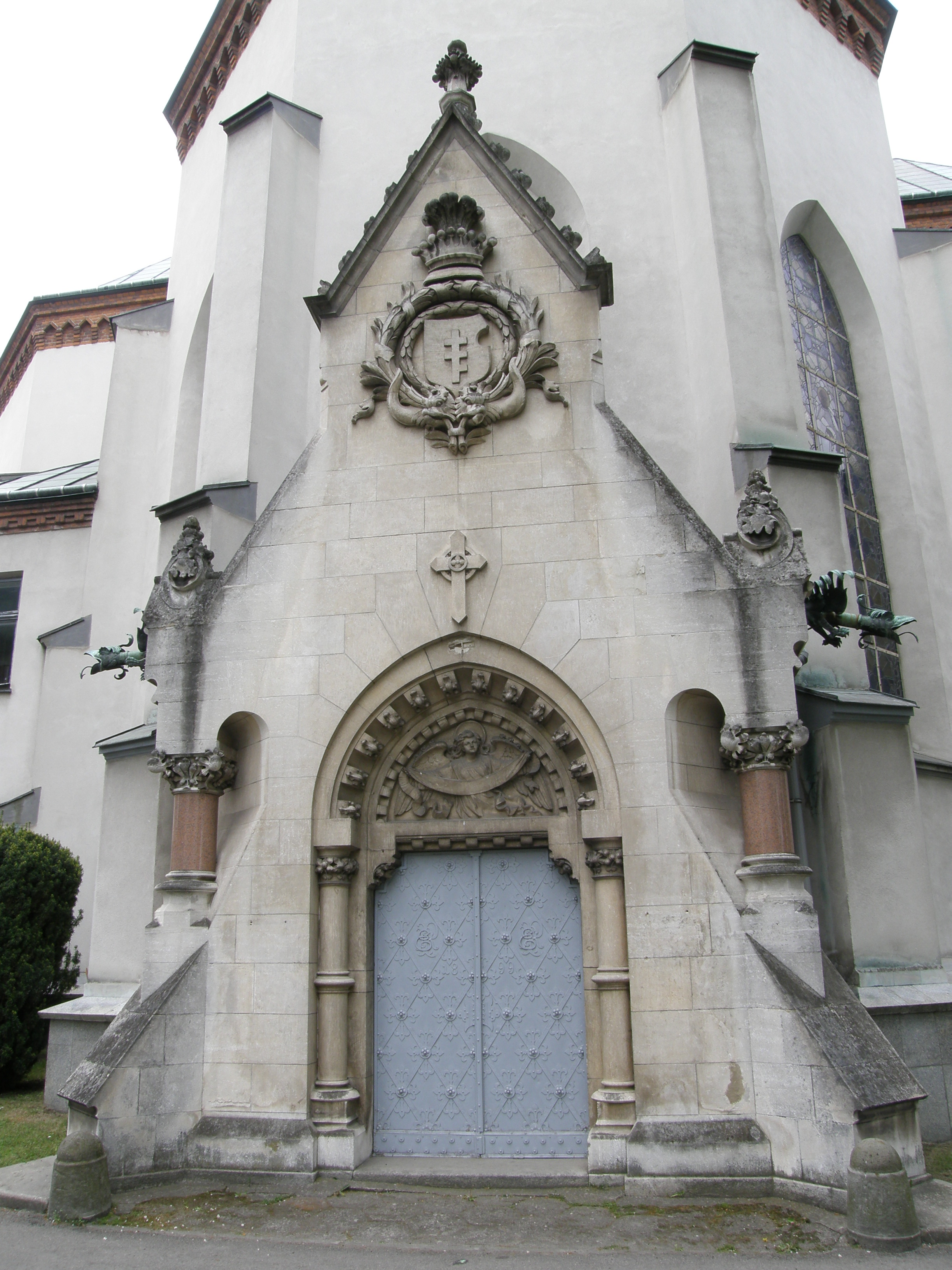
Wejście do krypty grobowej Potockich
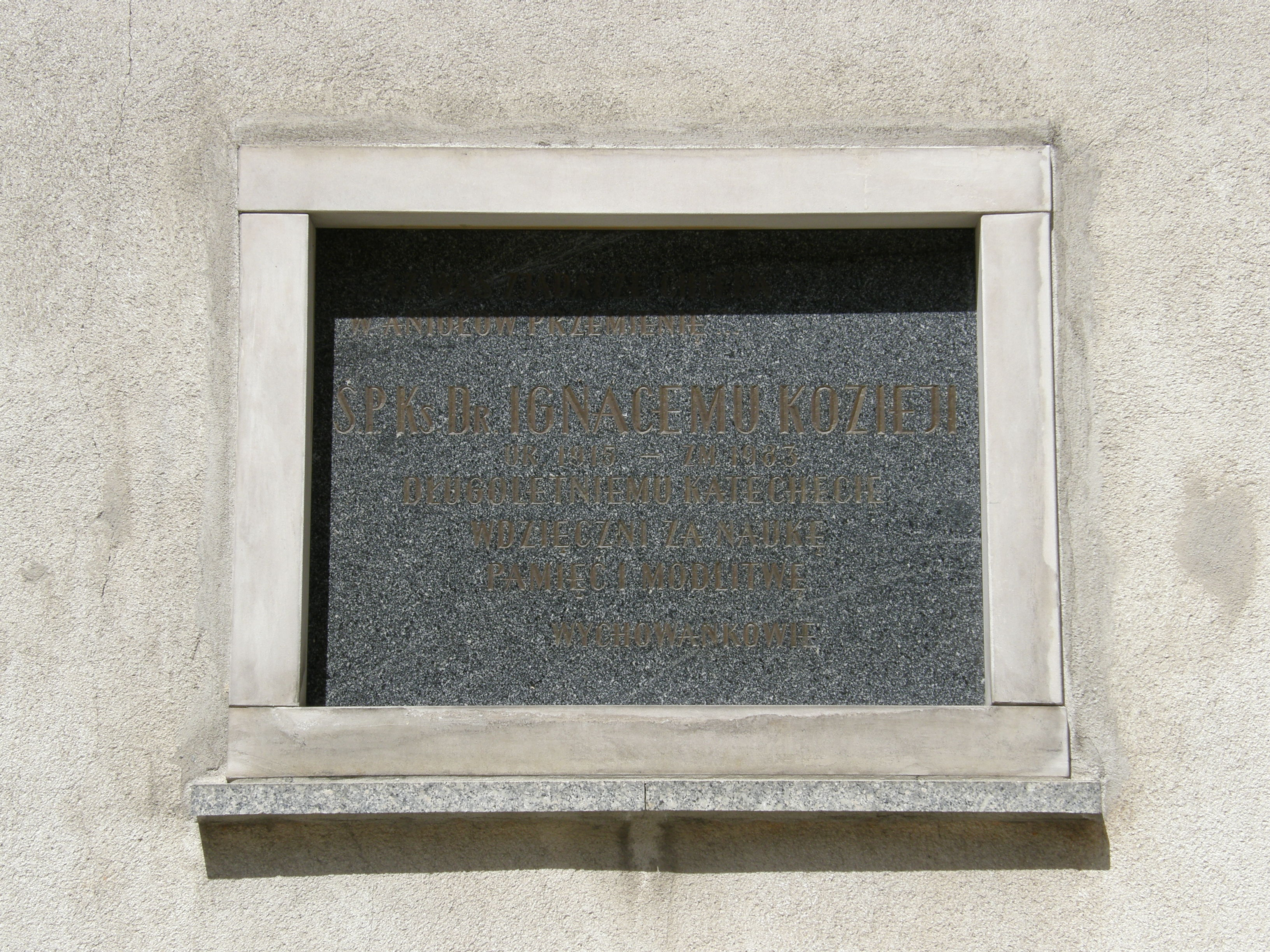
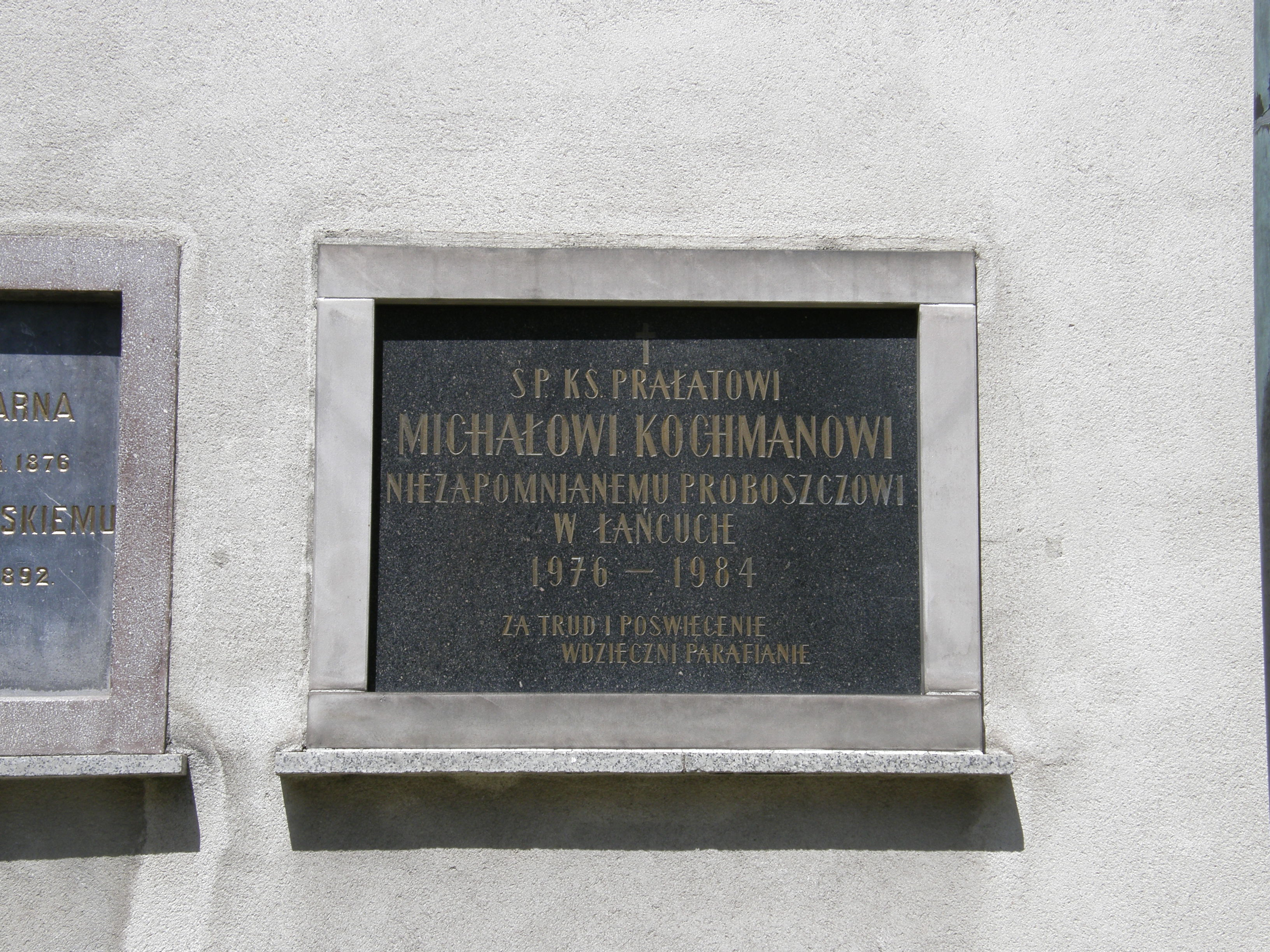
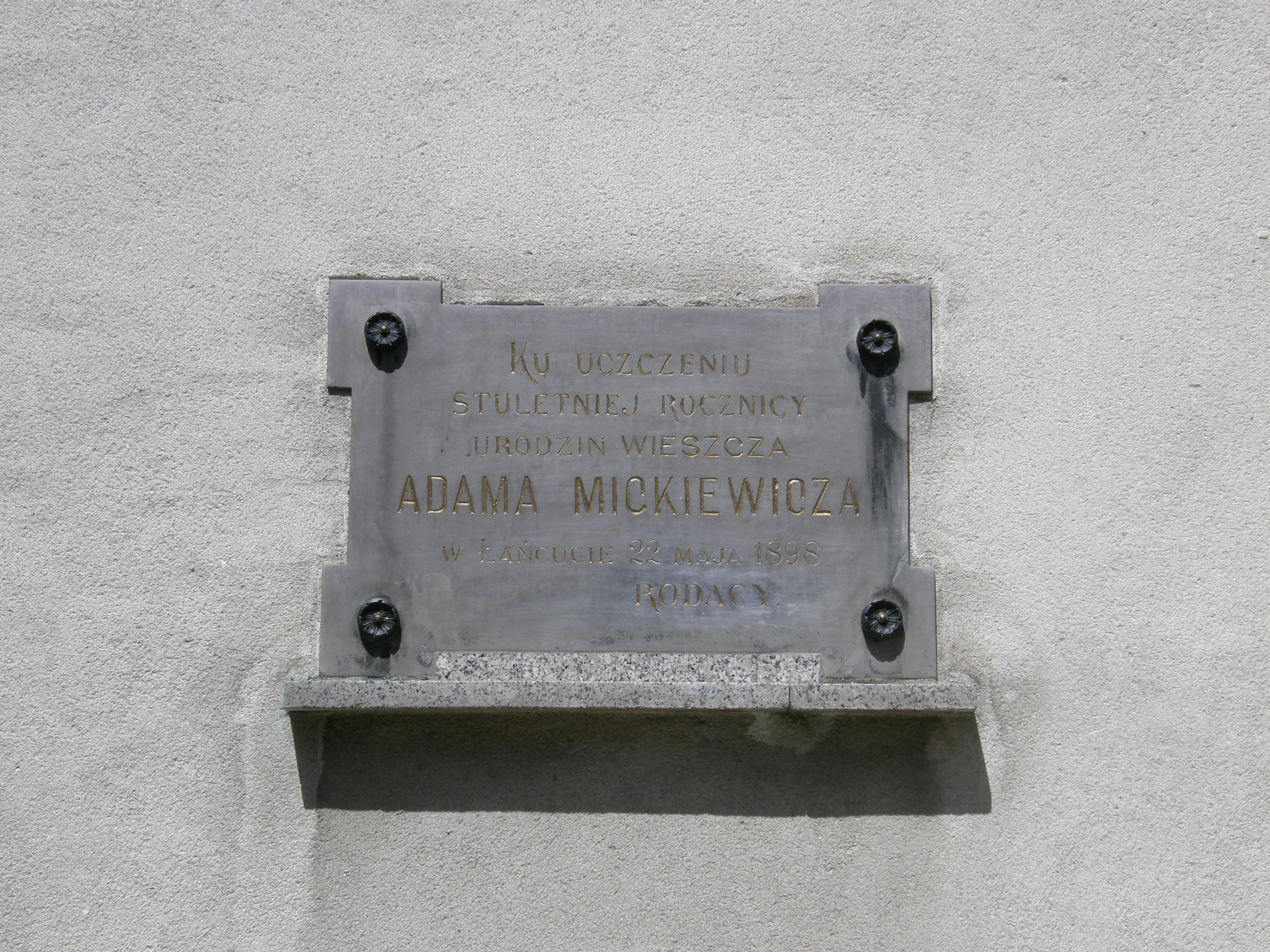
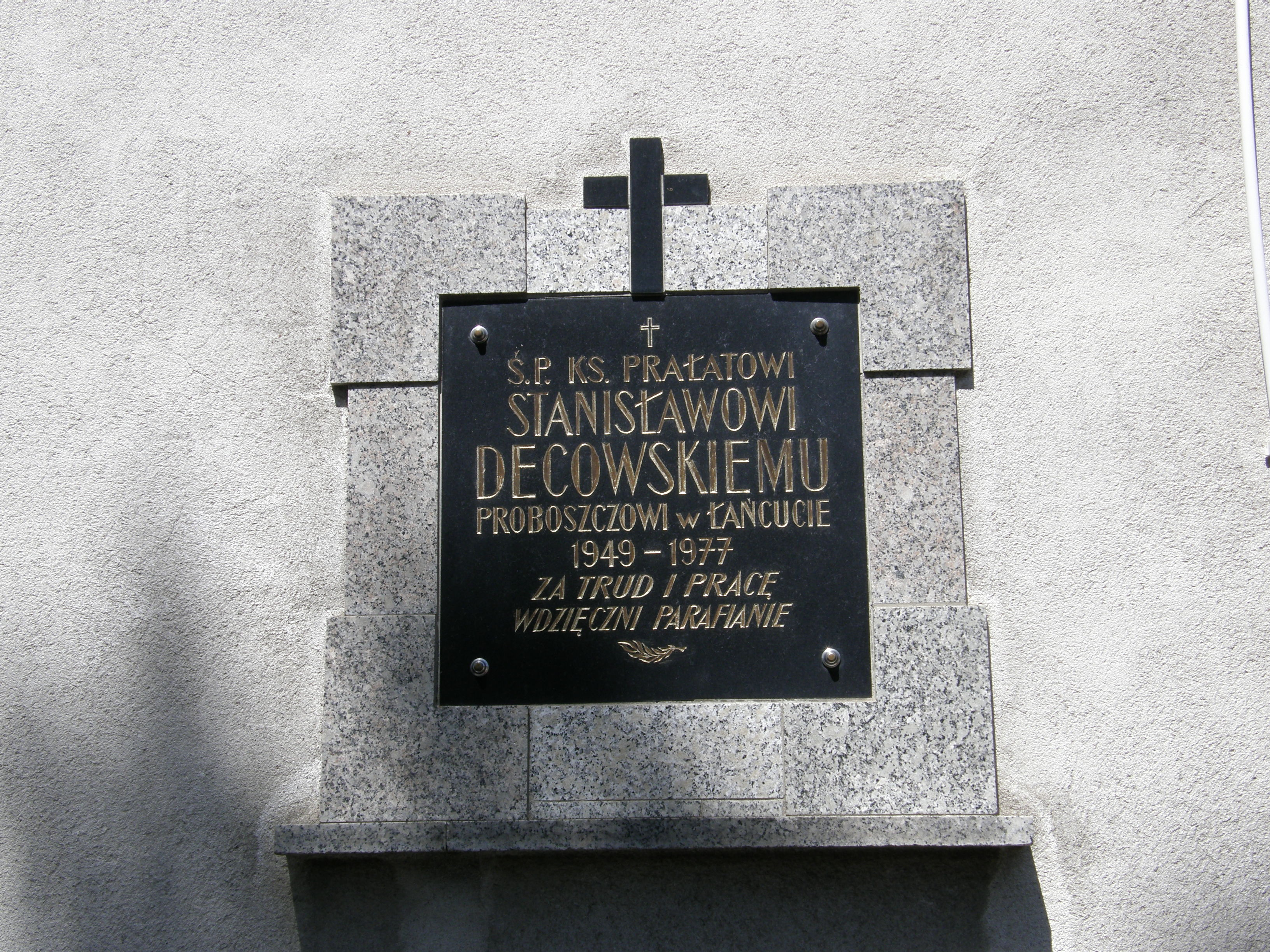
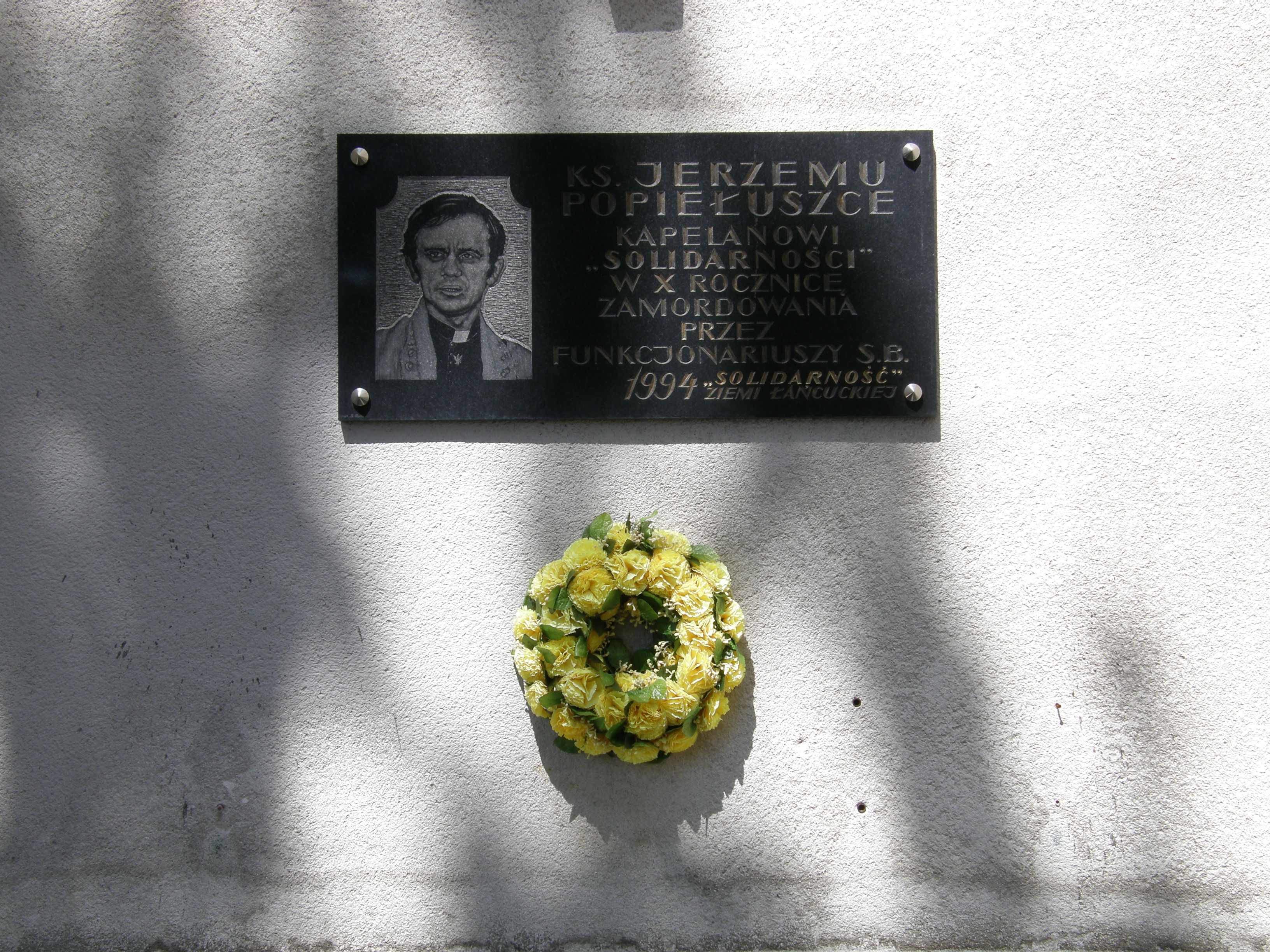
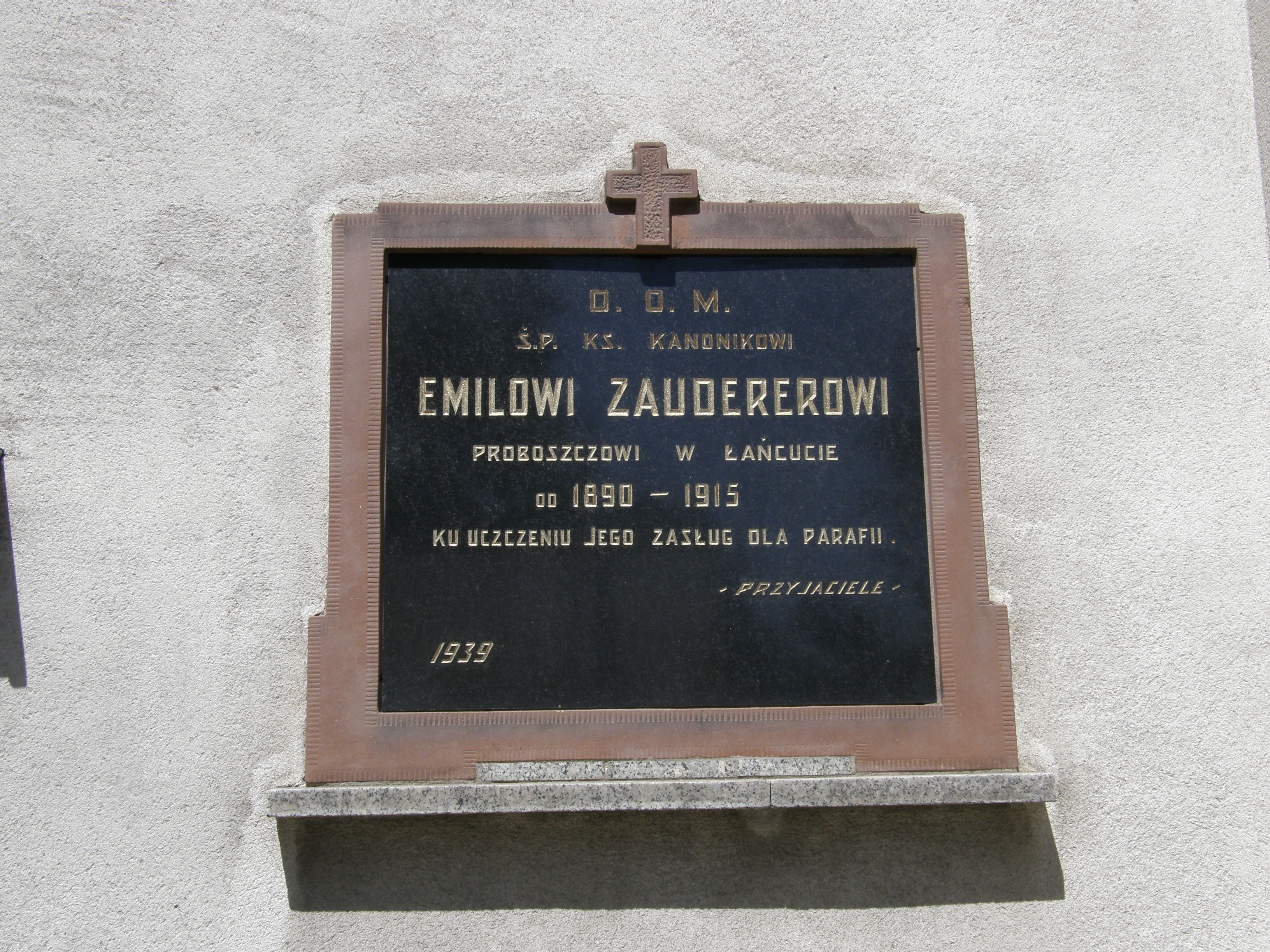
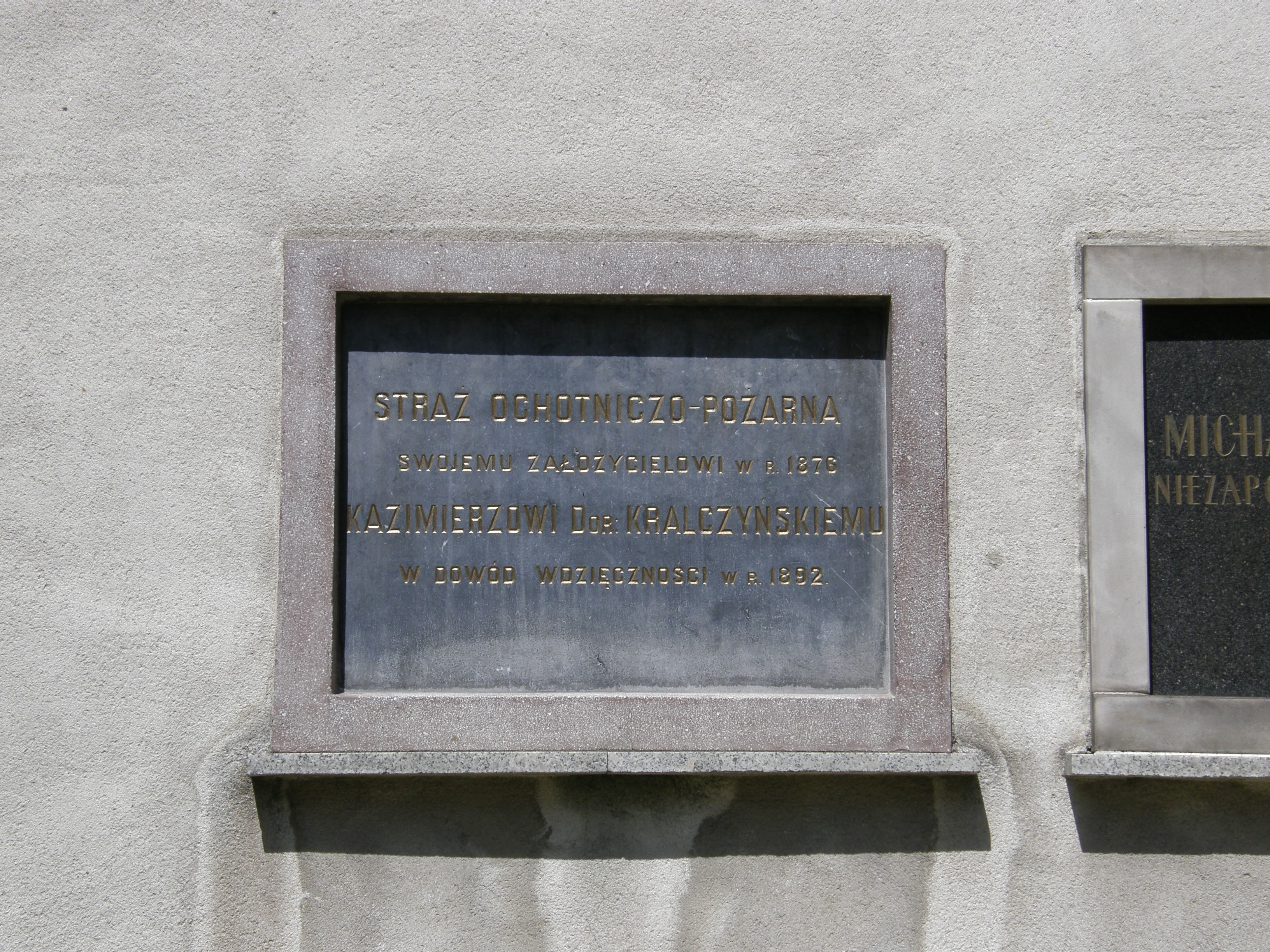
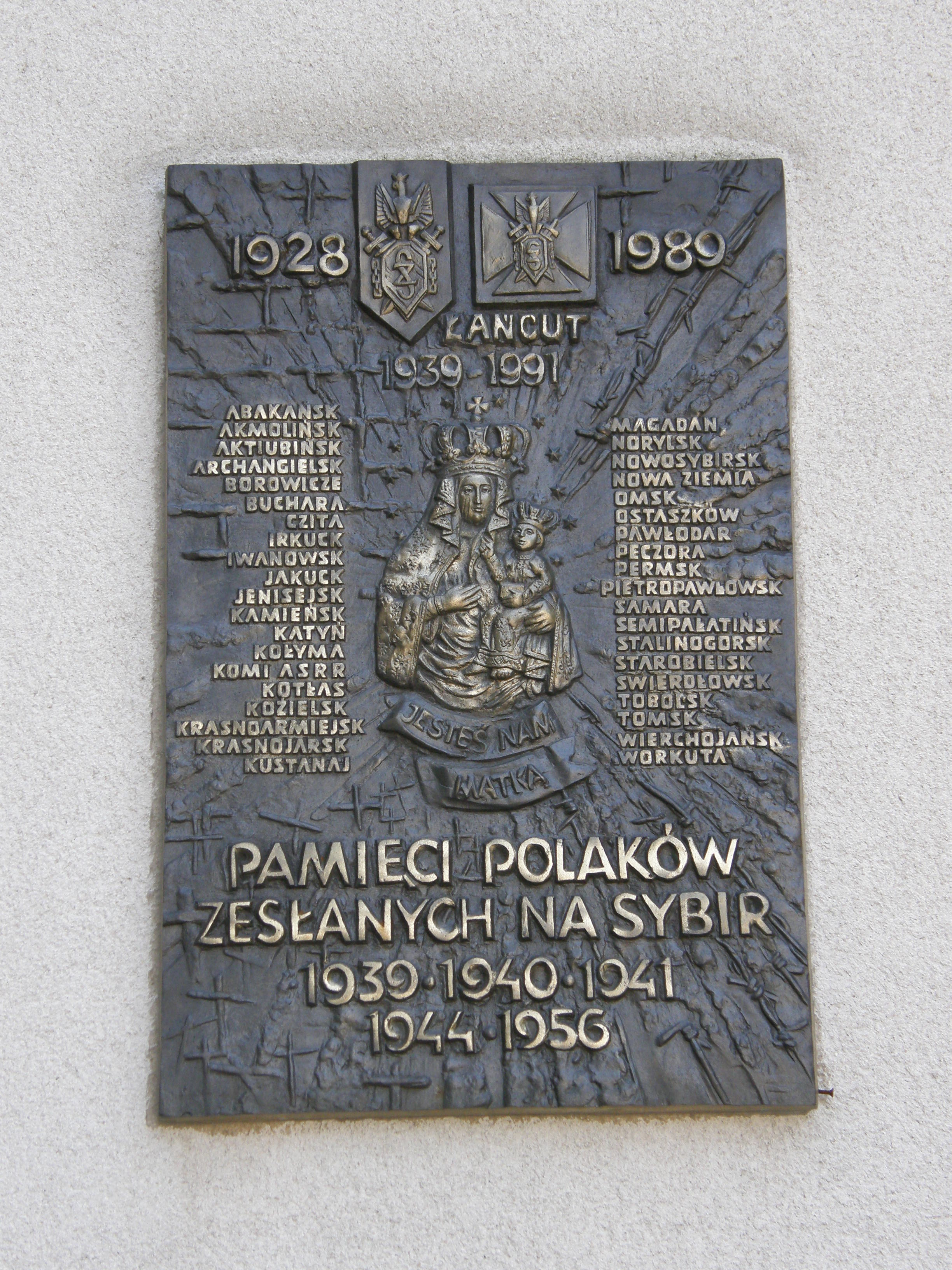
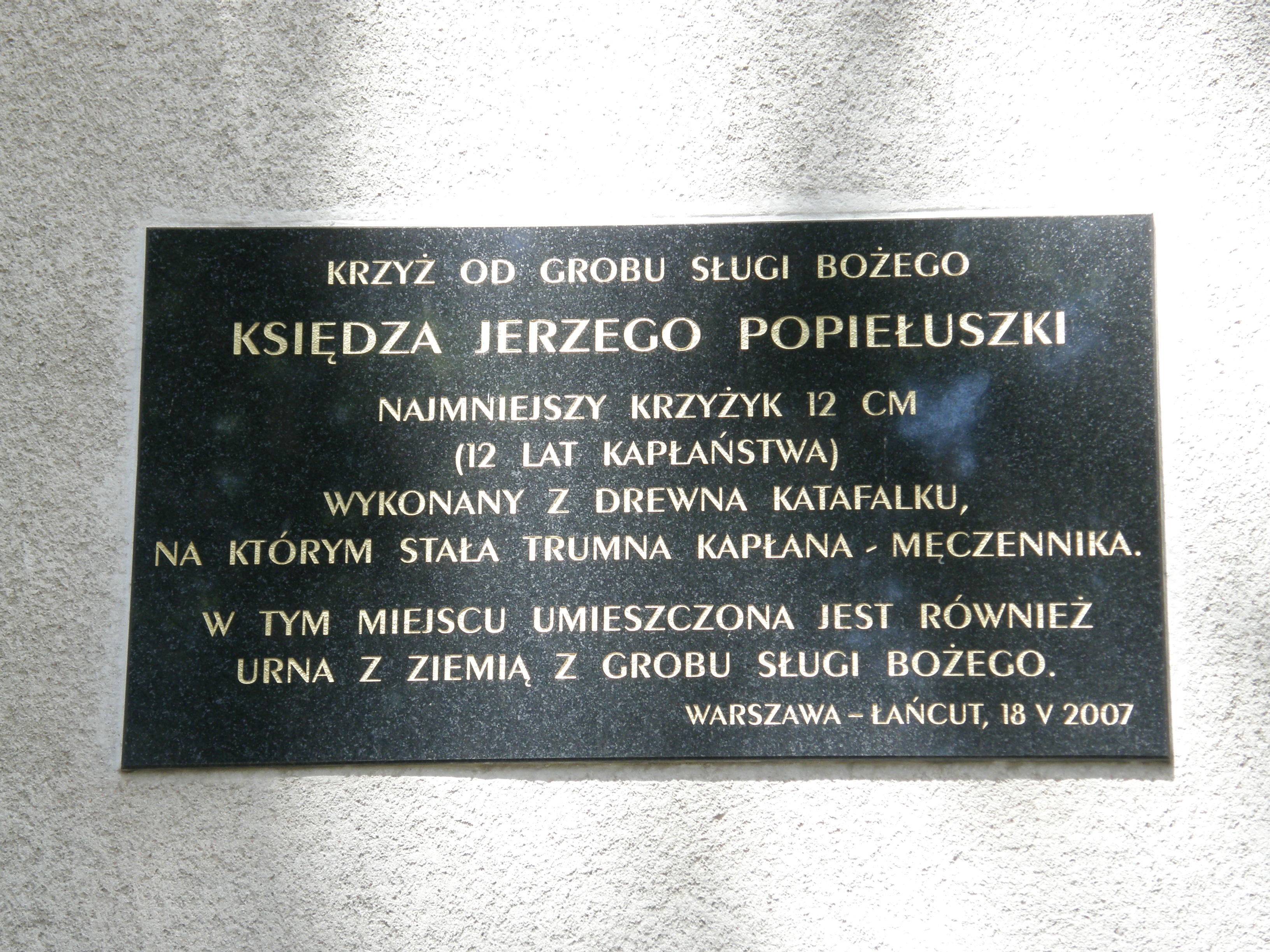
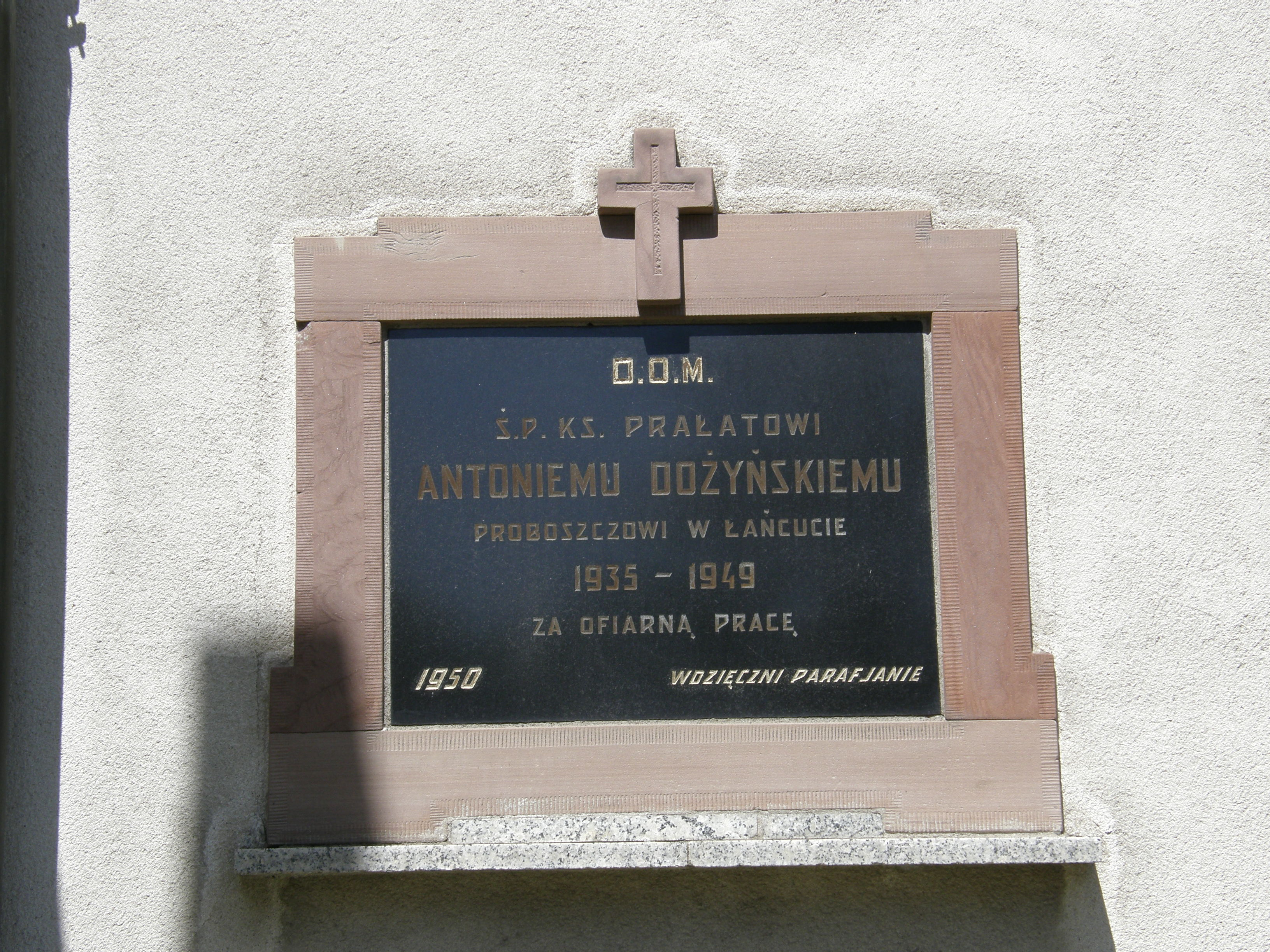
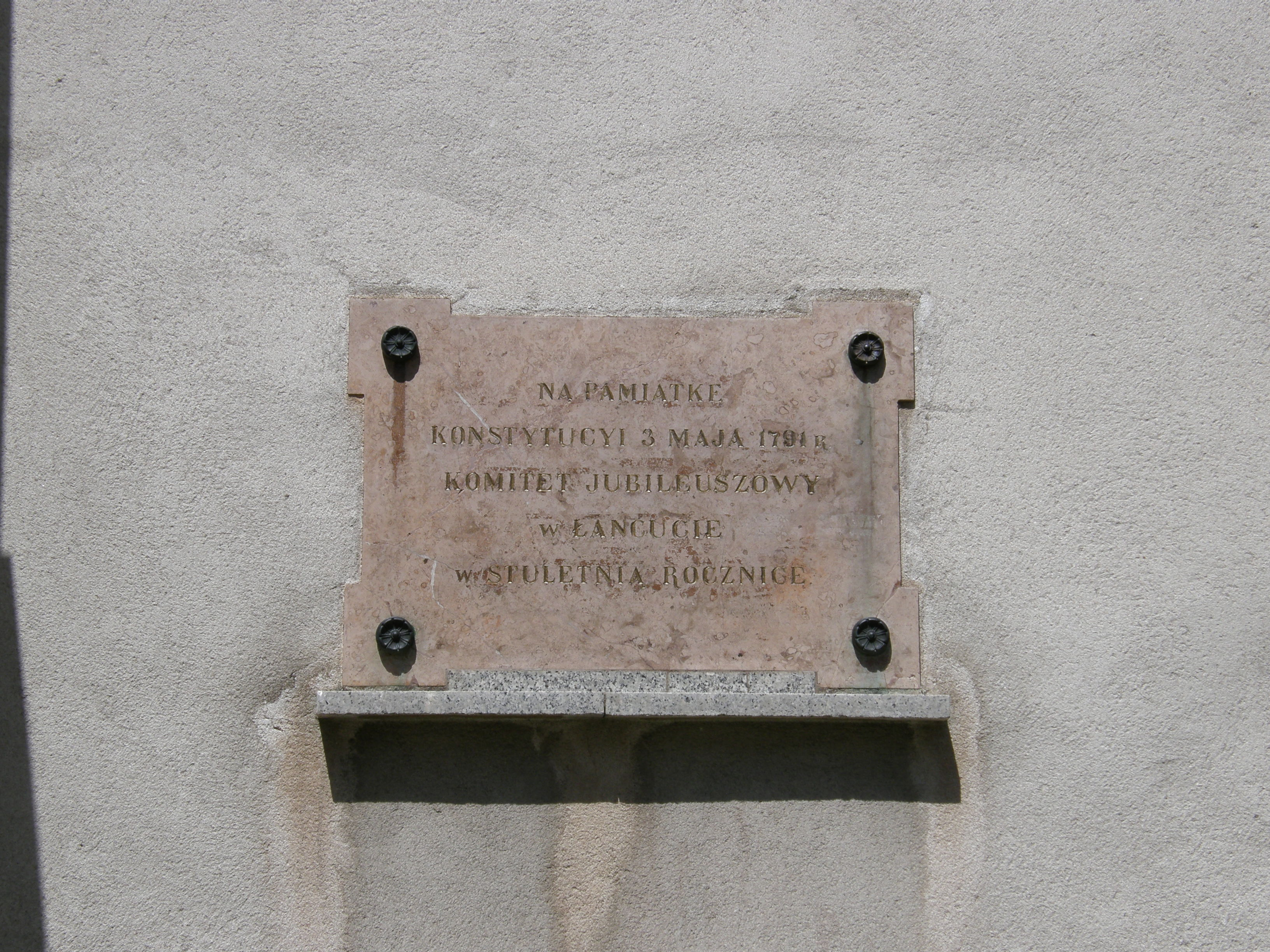
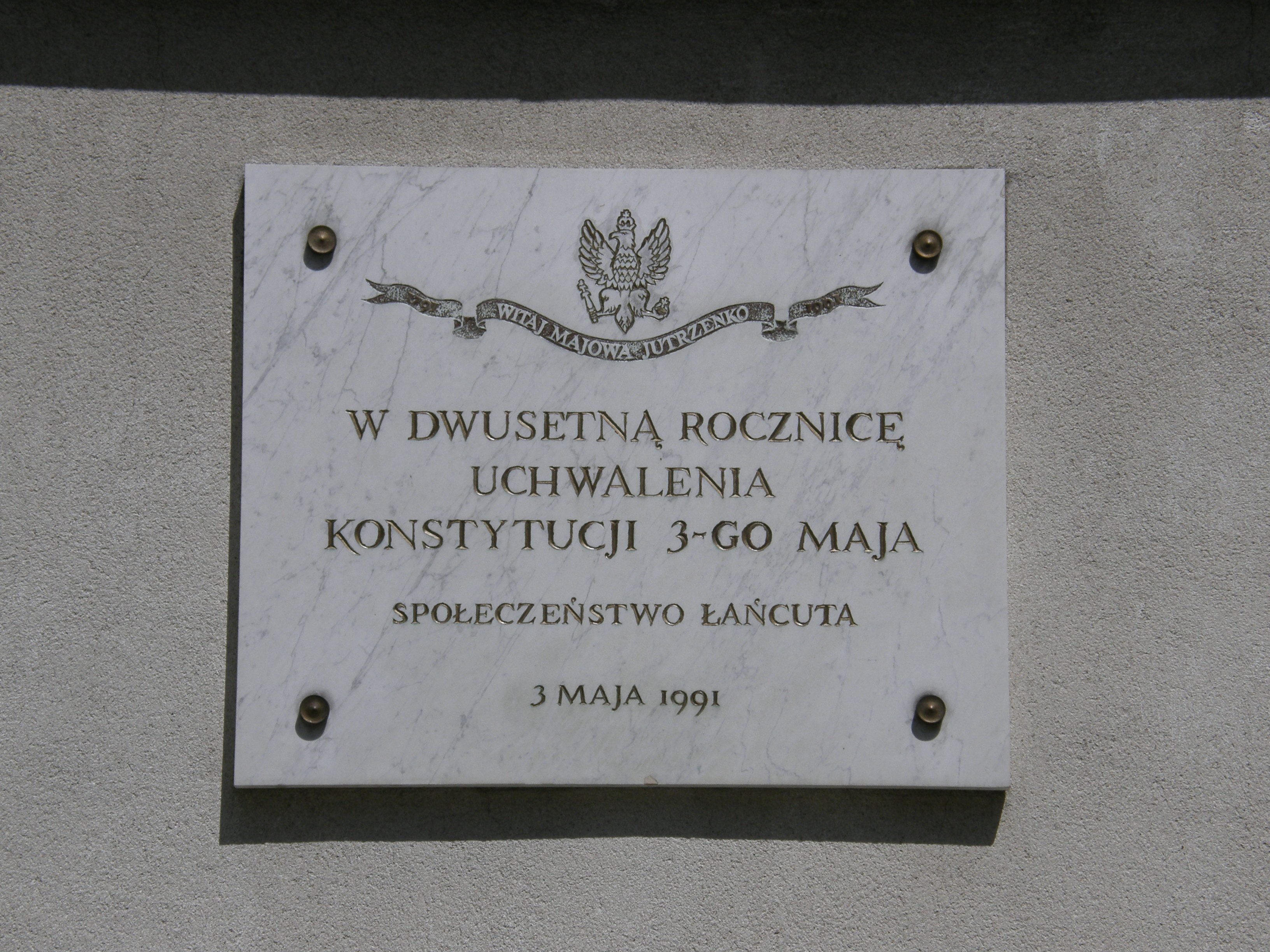